# Enhydris chanardi
Enhydris chanardi är en ormart som beskrevs av Murphy och Voris 2005. Enhydris chanardi ingår i släktet Enhydris och familjen snokar. Inga underarter finns listade i Catalogue of Life.
Arten förekommer i träskmarkerna vid floden Chao Phrayas mynning i Thailand. De flesta exemplar hittades nära Bangkok.
Landskapets omvandling till människans behov är ett hot mot beståndet. Troligtvis finns Enhydris chanardi kvar i kanaler, risodlingar och diken. IUCN kategoriserar arten globalt som otillräckligt studerad.